# Carl Iversen
Carl Iversen, född 5 mars 1899, död 26 maj 1978, var en dansk nationalekonom.
Carl Iversen blev professor vid Köpenhamns universitet 1939. Hans huvudarbete behandlade de internationella kapitalrörelserna (Aspects of the international capital movements, 1939) och han innehade flera uppdrag som rådgivare i internationella frågor åt olika danska kommittéer, bland annat i FN. Iversen redigerade Nationalekonomisk Tidsskrift 1936–1946.

## Utmärkelser
- Köpenhamns universitets guldmedalj,  1925[1]
- Kommendör av Dannebrogorden,  26 november 1959[1][3]
- Hedersdoktor vid Stockholms universitet,  1960[1]
- Storofficer av Kronorden[3]

[Redigera Wikidata]